# Habemus Papam (filme)
Habemus Papam (bra: Habemus Papam; prt: Habemus Papam - Temos Papa) é um filme franco-italiano de 2011, do gênero comédia dramática, dirigido por Nanni Moretti.